# Elimaea verrucosa
Elimaea verrucosa är en insektsart som beskrevs av Brunner von Wattenwyl 1878. Elimaea verrucosa ingår i släktet Elimaea och familjen vårtbitare. Inga underarter finns listade i Catalogue of Life.